# Jeffrey S. Ashby
Jeffrey Shears "Bones" Ashby (Dallas, 16 juni 1954) is een voormalig Amerikaans zeemachtpiloot en astronaut. Hij nam deel aan drie space shuttle-missies. Hij is nu zeemachtkapitein op rust.
Hij groeide op in Evergreen (Colorado), nabij Denver. Hij studeerde af aan de 'Evergreen High School' in 1972 en trok naar de Universiteit van Idaho waar hij in 1976 een Bachelor of Science in werktuigbouwkunde behaalde. In 1993 behaalde hij een masterdiploma in de luchtvaart aan de Universiteit van Tennessee.

## Astronaut
In december 1994 werd Ashby geselecteerd als kandidaat-astronaut. Hij maakte deel uit van NASA Astronautengroep 15. Deze groep van 19 ruimtevaarders had als bijnaam The Flying Escargot. Hij was oorspronkelijk voorzien als piloot van de STS-85, maar werd vervangen. Hij was wel piloot van de STS-93 in juli 1999 en de STS-100 in april 2001, en was bevelhebber van de missie STS-112 in oktober 2002. In totaal bleef hij meer dan 660 uur in de ruimte. In 2008 ging hij als astronaut met pensioen.